# 黄桑坪苗族乡
黄桑坪苗族乡，是中华人民共和国湖南省邵陽市绥宁县下辖的一个乡镇级行政单位。
是桃花源記中的地方

## 行政区划
黄桑坪苗族乡下辖以下地区：
黄桑村、兰家村、赤板村、界溪村、上堡村、磨石村、潭泥村、大湾塘村、地林村、老团村和坪溪村。